# Pásztorok, keljünk fel
A Pásztorok, keljünk fel kezdetű betlehemes éneket 200–300 éve ismerik katolikus templomokban, betlehemes játékokban. A barokk korban terjedt el, de elképzelhető, hogy még régebbi.
| Szerző        | Mire                | Mű                            |
| ------------- | ------------------- | ----------------------------- |
| Karai József  | gyerekkar, zongora  | Vasi betlehemes, 2. dal       |
| Ludvig József | ének, gitárakkordok | Mennyből az angyal, 32. oldal |

## Kotta és dallam
| Pásztorok, keljünk fel! Hamar induljunk el, Betlehem városába, rongyos istállócskába! Siessünk, ne késsünk, hogy még ezen éjjel oda érhessünk, mi Urunknak tiszteletet tehessünk! | ① | { \relative c' { \key f \major \time 2/4 \override Staff.TimeSignature #'stencil = ##f f8 g a bes \| c4 d \| c r } \addlyrics { Bet -- le -- hem vá -- ro -- sá -- ba, } \addlyrics { ron -- gyos is -- tál -- lócs -- ká -- ba, } } |
| Angyalok hirdetik, Messiás születik, itt van jele fényének, helye születésének, pajtába', pólyába', be vagyon takarva posztócskájába, áldott gyermek szenved már kiskorába'       | Jézus a szent kisded, mily szükséget szenved, nincsen meleg szobája, sem ékes palotája, szükségben, hidegben melegíti őt a barmok párája, ó isteni szeretet nagy csodája. | Jézus a szent kisded, mily szükséget szenved, nincsen meleg szobája, sem ékes palotája, szükségben, hidegben melegíti őt a barmok párája, ó isteni szeretet nagy csodája.                                                            |

## Felvételek
- Pásztorok keljünk fel. Zene - dal - slágerek - korhatár nélkül (Hozzáférés: 2017. május 26.) (audió, képek)[halott link]* Pásztorok keljünk fel... Gróf együttes  YouTube. Tallós (2010. december 5.)  (Hozzáférés: 2017. május 26.) (videó)
- Pásztorok keljünk fel... Kaláka együttes  YouTube (2016. december 21.)  (Hozzáférés: 2017. május 26.) (videó)
- Pásztorok keljünk fel... Téka Együttes  YouTube (2012. december 11.)  (Hozzáférés: 2017. május 26.) (videó)
- Pásztorok keljünk fel... Campanella Gyermekkar  YouTube (2012. december 13.)  (Hozzáférés: 2017. május 26.) (videó)
- Pásztorok keljünk fel... Kovács Nóri, Kovács Judit és a Matokabinde  YouTube (2011. december 24.)  (Hozzáférés: 2017. május 26.) (videó) 0:56–2:15.
- Pásztorok keljünk fel. Veresegyházi asszonykórus  YouTube (2015. december 18.)  (Hozzáférés: 2017. május 26.) (audió)